# Skocznie narciarskie w Sopocie
Skocznie narciarskie w Sopocie – nieistniejące małe skocznie narciarskie w Sopocie. Zlokalizowane były w okolicy sopockiej Łysej Góry oraz stadionu przy ul. Wybickiego.

## Skocznia narciarska przy Łysej Górze
Skocznia w Sopocie na stoku górki nazywanej w czasach Wolnego Miasta Gdańska Wzgórzem Elizy, między Łysą Górą a Operą Leśną, zbudowana została w latach 1930, był to obiekt całkowicie ziemny. Punkt konstrukcyjny wytyczony został na 25. metrze. Istniał tam też tor saneczkowy, a skocznia funkcjonowała do końca II wojny światowej. 

## Skocznia w okolicy ul. Wybickiego
W latach 50. podjęto prace przy budowie skoczni na stoku Sępiego Wzgórza nad stadionem przy ulicy Wybickiego. Z niewiadomych względów budowę przerwano i obecnie widać tylko zniszczoną przez spływającą wodę bulę